# Jean de Montfort (1294-1345)
Pour les articles homonymes, voir Jean de Montfort et Jean IV.
Titres
Prétendant au duché de Bretagne
30 avril 1341 – 26 septembre 1345
(4 ans, 4 mois et 27 jours)
Comte de Montfort
2 août 1322 – 26 septembre 1345
(23 ans, 1 mois et 14 jours)
Jean de Bretagne, dit Jean (II) de Montfort (né vers 1294 à Hennebont et mort le 26 septembre 1345 à Hennebont), fils d'Arthur II, duc de Bretagne, et de Yolande de Dreux, comtesse de Montfort-l'Amaury, fut comte de Montfort-l'Amaury (1330–1345), comte de Richmond (1341–1342), puis duc de Bretagne (1341–1345).

## Biographie

### Origine
Jean de Montfort est le fils aîné d'Arthur II de Bretagne et de sa deuxième épouse Yolande de Dreux, il hérite de sa mère le titre de comte de Montfort-l'Amaury, et revendique le titre de duc de Bretagne à la mort de son demi-frère Jean III de Bretagne.

#### Emblématique
Comte de Montfort-l'Amaury par sa mère, il hérite de son père Arthur II sinon le duché de Bretagne, du moins ses prétentions au duché. Il hérite aussi de son emblématique et selon Laurent Hablot refuse le changement introduit en 1316 par son demi-frère Jean III, qui avait modifié les armoiries de Dreux-Bretagne en n'en conservant que l'hermine (promise à un long usage en Bretagne). Malgré de belles miniatures postérieures au conflit qui le montrent portant l'écu d'hermine plain, Jean de Montfort semble avoir porté sa vie durant un échiqueté d'or et d'azur (qui est Dreux) à la bordure de gueules chargée de huit lionceaux à la queue fourchée d'argent (qui est Montfort), au franc-quartier d'hermine brochant.[réf. nécessaire]

### Le prétendant
Le 30 avril 1341, le duc Jean III de Bretagne meurt sans héritier mâle. Son demi-frère Jean de Monfort se porte candidat à la succession, qui est aussi revendiquée par Jeanne de Penthièvre, nièce de Jean III et épouse de Charles de Blois, lui-même neveu du roi de France Philippe VI de Valois. Le roi est, bien sûr, favorable à son neveu.
Toutefois la position de Jean de Montfort est juridiquement fondée car il estime qu'un frère est un héritier plus proche qu'une nièce bénéficiaire de plus du « droit de représentation » qui du fait d'une interprétation récente et discutable de la loi des Francs saliens a été rejeté pour le royaume de France ce qui a permis à Philippe V de France en 1316 et plus récemment à Philippe VI de France de monter sur le trône. Les partisans de Jean de Montfort insistent habilement sur le fait que la Bretagne est, depuis 1297, un duché-pairie « membre et partie de la couronne » et que la législation du royaume suzerain doit y être appliquée.
Une guerre, appelée Guerre de Succession de Bretagne, commence alors et va durer une vingtaine d'années. Ce conflit fut aussi appelé « Guerre des deux Jeanne », du nom des deux duchesses en compétition : Jeanne de Penthièvre et Jeanne de Flandre, l'épouse de Jean de Montfort.

### Coup de force
Après les obsèques de Jean III, Charles de Blois regagne la cour de France et Jean de Montfort retourne sur son domaine breton de Guérande. De là, à l'incitation, selon la tradition, de son épouse Jeanne de Flandre, accompagné d'une petite troupe, il se rend à Nantes où il est bien reçu par les habitants qui lui jurent fidélité. Le prétendant descend ensuite à Limoges où il réussit à s'emparer du trésor ducal. Jean de Montfort, revient à Nantes et se fait reconnaître duc en mai 1341, par une assemblée composées de députés des villes et de petits seigneurs, mais boudée par les grands vassaux à l'exception d'Hervé VII de Léon. Grâce au trésor ducal, il recrute des mercenaires, ce qui lui permet ensuite d'effectuer en juin-juillet une « grande chevauchée en Bretagne » décrite avec emphase par Arthur de la Borderie, et de prendre le contrôle du domaine ducal. D'abord de Rennes puis de Vannes et des places qui l'entourent le château de Suscinio, Auray, Hennebont puis Quimperlé. Ayant échoué devant le domaine des Rohan, il soumet Quimper et Brest avant de redescendre vers Carhaix puis de remonter vers le nord et de s'emparer de Saint-Brieuc, Lamballe, Jugon, Dinan, Dol-de-Bretagne, et de regagner Nantes par Ploërmel.
Toujours accompagné d'Hervé VII de Léon, il obtient, sinon le ralliement, du moins la soumission de certains des grands seigneurs fidèles de Charles de Blois qui tenaient plusieurs de ces places fortes. Toutefois, il ne peut prendre Josselin ni obtenir le ralliement du haut clergé séculier et des grands barons, ni de plus, contrôler les domaines des Penthièvre et de la maison de Rohan qui représentent environ les deux tiers de la Bretagne. Jean de Montfort se rend également en Angleterre et rencontre Édouard III à Windsor qui lui promet une aide militaire et l'investit du comté de Richmond.

### Début de la Guerre de succession
Charles de Blois fait alors appel au roi de France qui convoque Jean de Montfort devant la cour des Pairs réunie à Conflans en septembre 1341. Dans ce contexte, par l'arrêt de Conflans, le duché de Bretagne est logiquement attribué à Charles de Blois. Philippe VI accepte de recevoir l'hommage lige de Charles de Blois au nom de son épouse et confisque alors à Jean de Montfort son comté de Montfort-l'Amaury (en territoire français), ainsi que la vicomté de Limoges qu'il détenait de plus indument.
En octobre 1341, Charles de Blois et le duc de Normandie Jean II de Normandie (futur roi de France), réunissent une armée et pénètrent en Bretagne. Ils réussissent alors, à récupérer un certain nombre de places fortes perdues dont Nantes qui est reprise le 21 novembre 1341 après trois semaines de siège. Jean de Montfort est fait prisonnier puis emmené dans une prison du Louvre à Paris. Malgré le changement de camp d'Hervé VII de Léon, l'épouse de Montfort, Jeanne, continue la lutte armée soutenue par ses partisans.
Après une trêve hivernale qui s'achève le 15 avril 1342, Charles de Blois reprend la lutte et regagne une grande partie de la Bretagne entre mai et septembre 1342. Le roi Édouard III d'Angleterre décide alors d'intervenir en faveur du parti de Montfort. Charles de Blois échoue à prendre Hennebont défendu par Jeanne de Flandre pendant que Robert III d'Artois à la tête d'un contingent anglais est mortellement blessé en assiégeant en vain  Vannes. En janvier 1343, par l'entremise du pape Clément VI, une trêve signée à Malestroit doit apporter la paix et la libération de Jean de Montfort. Ce dernier libéré se retire en Angleterre le 27 mars 1345. Son retour dans la lutte avec des renforts fournis par le roi Édouard III d'Angleterre, met fin à la trêve. Jean de Montfort met vainement le siège devant Quimper puis tombe malade et meurt à Hennebont le 26 septembre 1345.
Il est inhumé dans le couvent des Dominicains de Quimperlé où son tombeau, déjà violé, a été retrouvé en décembre 1883. Ses restes se trouvent désormais dans l'église Sainte-Croix de Quimperlé.

## Mariage et descendance
Il épouse à Chartres, en 1329, Jeanne (1295 - 1374) fille de Louis Ier (de Flandre) comte de Nevers, et de Jeanne de Rethel, comtesse de Rethel, et eut :
- Jean IV (1339 – 1399), comte de Richmond et duc de Bretagne ;
- Jeanne (1341 – 1402), mariée en 1385 à Ralph, 3e lord Basset de Drayton († 1398).